# Lista siturilor arheologice din județul Caraș-Severin - Z
Lista siturilor arheologice din județul Caraș-Severin - Z conține toate siturile arheologice din județul Caraș-Severin înscrise în Repertoriul Arheologic Național (RAN) și aflate în localități al căror nume începe cu litera Z. RAN este administrat de Ministerul Culturii și Patrimoniului Național și cuprinde date științifice, cartografice, topografice, imagini și planuri, precum și orice alte informații privitoare la zonele cu potențial arheologic, studiate sau nu, încă existente sau dispărute.
Puteți căuta un sit din localitățile care încep cu litera Z folosind formularul de mai jos sau puteți naviga prin toate siturile din județ la Lista siturilor arheologice din județul Caraș-Severin.
| Cod RAN                                  | Denumire | Localitate                                 | Adresă                                                                                      | Datare                   | Descoperit | Coordonate                                        | Imagine           | Erori            |
| ---------------------------------------- | --- | ------------------------------------------ | ------------------------------------------------------------------------------------------- | ------------------------ | ---------- | ------------------------------------------------- | ----------------- | ---------------- |
| 51939.01 (Cod LMI: CS-I-m-B-10897)       | Așezarea romană de la Zăgujeni - "Conducta de gaz" (Categorie: locuire civilă) (Tip: așezare)                                                                                                   | sat Zăgujeni, comuna Constantin Daicoviciu | Conducta de gaz                                                                             | sec. III, sec. II - III  |            |                                                   | Încărcați imagine | Raportați eroare |
| 51939.01.01 (Cod LMI: CS-I-m-B-10897)    | Așezarea romană de la Zăgujeni - "Conducta de gaz" / ansamblu anonim (Categorie: locuire civilă) (Tip: Villa rustica)                                                                           | sat Zăgujeni, comuna Constantin Daicoviciu | Conducta de gaz                                                                             | romană sec. III          |            |                                                   | Încărcați imagine | Raportați eroare |
| 51939.01.02 (Cod LMI: CS-I-m-B-10897)    | Așezarea romană de la Zăgujeni - "Conducta de gaz" / ansamblu anonim (Categorie: locuire civilă) (Tip: Așezare)                                                                                 | sat Zăgujeni, comuna Constantin Daicoviciu | Conducta de gaz                                                                             | romană sec. II - III     |            |                                                   | Încărcați imagine | Raportați eroare |
| 54626.01.01 (Cod LMI: CS-I-m-B-10898.02) | Castrul roman de la Zăvoi / ansamblu Agnaviae (Categorie: locuire militară) (Tip: Castru) | sat Zăvoi, comuna Zăvoi                    | Balta Neagră-Fânețe                                                                         | romană sec. II - III     |            |                                                   | Încărcați imagine | Raportați eroare |
| 54626.01.02 (Cod LMI: CS-I-m-B-10898.01) | Castrul roman de la Zăvoi / ansamblu anonim (Categorie: locuire militară) (Tip: Așezare) | sat Zăvoi, comuna Zăvoi                    | Balta Neagră-Fânețe                                                                         | romană sec. II - III     |            |                                                   | Încărcați imagine | Raportați eroare |
| 54706.01.01 (Cod LMI: CS-I-s-B-10899)    | Așezarea Vinca de la Zorlențu Mare - "Icreliște, Codru, Dealul Giurii, Negrușa, Valea Sacă, Sălașul lui Momac, Obârșia alunișului" / ansamblu anonim (Categorie: locuire civilă) (Tip: Așezare) | sat Zorlențu Mare, comuna Zorlențu Mare    | Icreliște, Codru, Dealul Giurii, Negrușa, Valea Sacă, Sălașul lui Momac, Obârșia Alunișului | Vinča                    | 1892, 1961 |                                                   | Încărcați imagine | Raportați eroare |
| 54154.01.01                              | Situl arheologic de la Zlatița - "Mănăstirea Cusici / ansamblu anonim (Categorie: structură de cult/religioasă) (Tip: Necropolă)                                                                | sat Zlatița, comuna Socol                  | Mănăstirea Cusici                                                                           | sec. XVIII               |            |                                                   | Încărcați imagine | Raportați eroare |
| 54154.01.02                              | Situl arheologic de la Zlatița - "Mănăstirea Cusici / ansamblu anonim (Categorie: structură de cult/religioasă) (Tip: Mănăstire)                                                                | sat Zlatița, comuna Socol                  | Mănăstirea Cusici                                                                           | sec. XV                  |            |                                                   | Încărcați imagine | Raportați eroare |
| 54154.01.03                              | Situl arheologic de la Zlatița - "Mănăstirea Cusici / ansamblu anonim (Categorie: structură de cult/religioasă) (Tip: Așezare)                                                                  | sat Zlatița, comuna Socol                  | Mănăstirea Cusici                                                                           |                          |            |                                                   | Încărcați imagine | Raportați eroare |
| 54154.01.04                              | Situl arheologic de la Zlatița - "Mănăstirea Cusici / ansamblu anonim (Categorie: structură de cult/religioasă) (Tip: Așezare)                                                                  | sat Zlatița, comuna Socol                  | Mănăstirea Cusici                                                                           | sec. XIV-XV              |            |                                                   | Încărcați imagine | Raportați eroare |
| 54154.02.01                              | Așezarea medievală de la Zlatița - "Stari Selo / ansamblu anonim (Categorie: locuire civilă) (Tip: Așezare)                                                                                     | sat Zlatița, comuna Socol                  | Stari Selo                                                                                  | sec. XIV d. Chr.         |            |                                                   | Încărcați imagine | Raportați eroare |
| 51939.02.01                              | Depozitul de bronzuri de la Zăgujeni / ansamblu anonim (Categorie: depozit/tezaur) (Tip: Depozit)                                                                                               | sat Zăgujeni, comuna Constantin Daicoviciu |                                                                                             |                          |            |                                                   | Încărcați imagine | Raportați eroare |
| 51939.03.01                              | Așezarea neolitică de la Zăgujeni / ansamblu anonim (Categorie: locuire civilă) (Tip: Așezare)                                                                                                  | sat Zăgujeni, comuna Constantin Daicoviciu |                                                                                             | Vinča                    |            |                                                   | Încărcați imagine | Raportați eroare |
| 51939.04.01                              | Așezarea din epoca bronzului de la Zăgujeni / ansamblu anonim (Categorie: locuire) (Tip: Locuire)                                                                                               | sat Zăgujeni, comuna Constantin Daicoviciu |                                                                                             |                          |            |                                                   | Încărcați imagine | Raportați eroare |
| 54047.01.01                              | Situl arheologic de la Zăsloane - "Zăsloane / ansamblu anonim (Categorie: locuire civilă) (Tip: Așezare)                                                                                        | sat Zăsloane, comuna Sichevița             | Zăsloane                                                                                    | dacică                   |            |                                                   | Încărcați imagine | Raportați eroare |
| 54047.01.02                              | Situl arheologic de la Zăsloane - "Zăsloane / ansamblu anonim (Categorie: locuire civilă) (Tip: Așezare)                                                                                        | sat Zăsloane, comuna Sichevița             | Zăsloane                                                                                    | romană sec. IV d. Chr.   |            |                                                   | Încărcați imagine | Raportați eroare |
| 54626.03.01                              | Posibil sit paleolitic la Zăvoi - La gară / ansamblu anonim (Categorie: neprecizată) (Tip: neprecizat)                                                                                          | sat Zăvoi, comuna Zăvoi                    | La gară                                                                                     |                          |            |                                                   | Încărcați imagine | Raportați eroare |
| 54626.02.01 (Cod LMI: CS-I-s-B-10898)    | Complexul roman de la Zăvoi - "Cimitirul ortodox" / ansamblu anonim (Categorie: construcție) (Tip: construcție)                                                                                 | sat Zăvoi, comuna Zăvoi                    | Cimitirul ortodox                                                                           | romană sec. I-III p.Chr. |            | 45°29′33″N 21°51′22″E / 45.4925°N 21.8560777778°E | Încărcați imagine | Raportați eroare |
| 54154.04.01                              | Așezarea din epoca romană de la Zlatița / ansamblu anonim (Categorie: locuire) (Tip: Așezare)                                                                                                   | sat Zlatița, comuna Socol                  |                                                                                             | sec. II-III              |            |                                                   | Încărcați imagine | Raportați eroare |